# HMS Peony (K40)
Pour les articles homonymes, voir K40.
Le HMS Peony (K40) était une corvette de classe flower de la Royal Navy. Elle a ensuite servi dans la Royal Hellenic Navy en tant que RHNS Sachtouris ( grec : ΒΠ Σαχτούρης ), a été renvoyée à la Royal Navy en 1951 et mis au rebut en 1952.

## Historique
Tout au long de sa carrière dans la Royal Navy, Peony a escorté des convois : principalement dans les eaux intérieures, mais parfois en Méditerranée et jusqu'à Freetown en Sierra Leone.
De la fin de 1940 au début de 1941, elle faisait partie du 10e groupe Corvette, flotte méditerranéenne basée à Alexandrie avec ses navires jumeaux HMS Hyacinth et HMS Salvia, avec laquelle elle escortait de nombreux convois de Malte. En février 1941, elle était équipée en dragueur de mines car il n'y avait pas suffisamment de dragueurs de mines. En juillet 1941, elle a aidé à transporter des troupes à Chypre. Elle a entrepris des opérations de lutte anti-sous-marine au large de Chypre dans les mois suivants. Avec le destroyer australien HMAS Vendetta, trois corvettes et deux avions anti-sous-marins, elle a attaqué un sous-marin le 8 octobre 1941, mais le sous-marin s'est échappé.
En décembre 1941, alors qu'il escortait le convoi méditerranéen AT-6 d'Alexandrie à Tobrouk , le sous-marin allemand U-559 torpilla le bateau à vapeur polonais Warszawa et attaqua Peony. Peony a pris Warszawa en remorque jusqu'à ce qu'une autre torpille du sous-marin coule le bateau à vapeur avec la perte de 23 hommes. Le Peony et le HMS Avon Vale ont sauvé les survivants.
Aux petites heures du 24 décembre 1941, le U-568 a torpillé et coulé un navire jumeau, le HMS Salvia, à environ 190 km à l'ouest d'Alexandrie. Salvia transportait non seulement son propre fret mais aussi environ 100 survivants du SS Shuntien , que le U-559 avait coulé quelques heures plus tôt. Peony est allé à la rescousse du Salvia mais n'a trouvé aucun survivant : seulement une mare d'huile.
Étant donné que le navire a passé la plupart de son temps en Méditerranée, sans accès aux chantiers navals britanniques, elle n'a pas été modernisée comme beaucoup de sa classe, et a donc conservé son petit gaillard d'avant. Une autre de ses caractéristiques distinctives était un canon naval de 3 pouces au lieu des habituels 4 pouces.

### Marine royale hellénique
En 1943, la corvette a été transférée à la Royal Hellenic Navy, qui l'a rebaptisée Royal Ship Sachtouris (ΒΠ Σαχτούρης) après Georgios Sachtouris (en), un amiral de la guerre d'indépendance grecque (1821-29). Elle était la deuxième de trois navires à porter ce nom, le premier étant une canonnière construite en 1834 en Grèce, et le troisième étant le destroyer USS Arnold J. Isbell de classe Gearing.
Le navire a servi le reste de la Seconde guerre mondiale sous le drapeau grec. Elle a également servi dans la guerre civile grecque qui a éclaté après la fin de la Seconde Guerre mondiale.
En 1947, les États-Unis, dans ce qui est devenu connu sous le nom de doctrine Truman, ont déclaré leur soutien au gouvernement grec dans sa guerre contre la guérilla communiste. Au début des années 1950, la Mutual Defense Assistance Act a commencé le transfert de navires américains en Grèce. Quatre destroyers d'escorte de la classe Cannon sont entrées en service en Grèce pour remplacer les anciennes corvettes britanniques de la classe Flower.